# L'uomo, la donna e la bestia
Pour plus de détails, voir Fiche technique et Distribution.
L'uomo, la donna e la bestia, également connu sous le titre Spell – Dolce mattatoio, est un film dramatique érotique italien réalisé par Alberto Cavallone et sorti en 1977.

## Synopsis
Une petite ville de province, où se déroulent les préparatifs d'une cérémonie religieuse à laquelle participe toute la population, est le théâtre d'affaires louches et de drames privés que les protagonistes tentent de dissimuler derrière une façade de respectabilité. Un communiste désabusé tente de tenir à distance sa femme Luciana, folle et érotomane, qui vit dans un état de confusion entre réalité et imagination, mange sur la lunette des toilettes et se masturbe devant un miroir, au point de s'automutiler. Un jeune boucher, attiré par une fille du village, tente de réaliser ses fantasmes érotiques en se masturbant sur la viande dans la chambre froide de sa boutique. Giulia, une adolescente enceinte, fuit sa famille après avoir révélé à sa mère désespérée que le parent est son propre père qu'elle avait séduit au chevet de son grand-père. Rosanna, l'épouse frustrée d'un fermier, fatiguée du harcèlement de son mari, trouve refuge dans une dimension onirique à travers laquelle elle peut se permettre de commettre des adultères avec le prêtre local. La jeune prostituée Sabina se livre à tous dans une cabane.
Un clochard, grâce à son habileté à manier une fronde, est considéré comme une idole par les enfants du village, auxquels l'homme promet de porter la croix lors de la procession. Le vagabond fait irruption dans les histoires des habitants, influençant leur destin d'une manière ou d'une autre : il aide d'abord Giulia après un évanouissement, puis il est emmené dans la cabane de Sabina, avec laquelle il a des rapports sexuels, puis il est battu par le mari de Rosanna, convaincu que sa femme l'a trompé, et enfin il est lui-même sauvé par le communiste et emmené dans son appartement. C'est là qu'il a un rapport sexuel avec Luciana, à l'issue duquel elle se livre à un acte de coprophagie sur le vagabond, avant de lui planter des ciseaux dans les parties génitales. L'acte se déroule en présence de son mari, qui reste impassible. Finalement, le vagabond a disparu et à sa place, sur le sol, se trouve le cadavre du mari de Luciana, les ciseaux dans le ventre. Elle est assise sur le canapé, complètement absente.

## Fiche technique
- Titre original italien : L'uomo, la donna e la bestia ou Spell – Dolce mattatoio[1]
- Réalisation : Alberto Cavallone
- Scénario : Alberto Cavallone
- Photographie : Giovanni Bonicelli
- Montage : Alberto Cavallone, Anita Cacciolati
- Musique : Claudio Tallino (it)
- Décors : Joseph Teichner
- Société de production : Stefano Film
- Pays de production :  Italie
- Langue originale : italien
- Format : couleur - 1,85:1 - Son mono - 35 mm
- Genre : Drame érotique
- Durée : 100 minutes
- Dates de sortie : 
  - Italie : 20 mai 1977

## Distribution
- Paola Montenero : Luciana
- Maria Pia Luzi (sous le nom de « Jane Avril ») : Rosanna
- Monica Zanchi : Sabina
- Angela Doria : prostituée
- Martial Boschero : communiste
- Josiane Tanzilli : Clara
- Antonio Mea : boucher Alfonso
- Aldo Massasso : Ernesto, père de Giulia
- Macha Magall : Maria
- Stefania Spugnini : Giulia

## Production
Le film a été tourné à Castelnuovo di Porto, en profitant de divers lieux de ce village du Latium.
La séquence où l'on voit Monica Zanchi la vulve offerte sur le billard a été tournée dans un vrai bar, bien malgré elle ; l'actrice a exigé la présence du seul acteur masculin et d'un cadreur.

## Exploitation
Le film a été distribué en Italie par Stefano Film le 20 mai 1977 sous le titre Spell – Dolce mattatoio,. Après un courte exploitation en Italie, il est ressorti sous le titre L'uomo, la donna e la bestia pour tirer parti de la popularité de La Bête de Walerian Borowczyk. Cavallone a commenté le changement de titre du film comme étant  « très agaçant » et que L'uomo, la donna e la bestia était « vraiment un titre merdique ».

### Accueil critique
Parmi les critiques contemporaines, Leonardo Autera du Corriere della Sera écrit que le film est « redondant, maladroit, joué par des amateurs et, en fin de compte, dépourvu de tout semblant de style »,.